# Глейкін Максим Миколайович
Максим Миколайович Глейкін (рос. Максим Николаевич Глейкин; нар. 9 травня 1985, Астрахань, РРФСР) — російський футболіст, воротар аматорського клубу «Лобня».

## Життєпис
Вихованець «Волгара». Дорослу футбольну кар'єру розпочав 2003 року в складі аматорського фарм-клубу астраханців, «Волграр-2». Першим професіональним клубом у кар'єрі Максима став «Суднобудівник» з Астрахані, до складу якого він приєднався 2004 року. Дебютував за нову команду 28 червня 2004 року в програному (0:4) домашнього поєдинку 15-го туру Другого дивізіону зони «Південь» проти владикавказького «Автодора». Глейкін вийшов на поле в стартовому складі, пропустив два м'ячі, після чого на 10-й хвилині його замінив Микита Борщевський. Загалом зіграв 3 матчі за «Суднобудівник», після чого повернувся до «Волгара-2». Єдиний матч за першу команду астраханців провів 24 серпня 2006 року, в програному (1:7) домашньому поєдинку 29-го туру Першого дивізіону проти брянського «Динамо». Максим вийшов на поле на 46-й хвилині, замінивши Андрія Коваленка, після чого ще тричі виймав м'яч з сітки воріт. У 2008 році перейшов до воронезького «Факел-БудАрт», який виступав в аматорському чемпіонаті Росії. Наступного сезону вже під назвою ФСА воронезьці дебютували в Другому дивізіоні. Максим же у футболці ФСА зіграв 14 матчів у вище вказаному змаганні.
У 2010 році виступав у складі іншого представника аматорського чемпіонату Росії, «Распадська» (Мєждурєченськ). Наступного року повернувся до професіонального футболу, уклавши договір з «Якутією». Дебютував за якутський клуб 23 квітня 2011 року в нічийному (1:1) виїзному поєдинку 1-го туру Другого дивізіону в зоні Схід проти іркутського «Радіан-Байкала». Глейкін вийшов на поле в стартовому складі та відіграв увесь матч. У сезоні 2011/12 років зіграв 23 матчі в Другому дивізіоні та 1 поєдинок у кубку Росії. По завершенні сезону залишив розташування клубу.
У 2012 році повернувся до аматорського чемпіонату Росії, ставши гравцем бійського «Динамо». Наступного сезону перейшов у «Титан» (Клин). Починаючи з 2015 року захищає кольори аматорського клубу «Лобня».